# Бриджпорт
Вижте пояснителната страница за други значения на Бриджпорт.
Бриджпорт (на английски: Bridgeport) е град в окръг Феърфилд, Кънектикът, Съединени американски щати. Разположен е на брега на пролива Лонг Айлънд. С население около 144 229 души (2010) Бриджпорт е най-големият град в Кънектикът.
В Бриджпорт има университет, известен с близките си връзки с т.нар. преподобния Мюнг Сан-Муун. Там е преподавал Стоян Ганев.

## Известни личности
Родени в Бриджпорт
- Брайън Денехи (1938 – 2020), актьор
- Робърт Ковалски (р. 1941), логик
- Джон Мейър (р. 1977), музикант
- Робърт Мичъм (1917 – 1997), актьор

Починали в Бриджпорт
- Финиъс Барнъм (1810 – 1891), шоумен и политик
- Джейсън Робардс (1922 – 2000), актьор
- Аурел Чюфеску (Aurel Ciufecu, 1922 – 2011), румънски и американски общественик